# We Lost the Skyline
We Lost the Skyline – akustyczny, koncertowy album zespołu Porcupine Tree. Występ odbył się 4 października 2004 w Orlando w stanie Floryda.

## Twórcy albumu
W koncercie udział wzięli:
- Steven Wilson – gitara akustyczna, gitara elektryczna, śpiew
- John Wesley (utwory 4-8) – gitara elektryczna, wokale poboczne

## Lista utworów
Album zawiera utwory:
1. The Sky Moves Sideways – 4:02
2. Even Less – 3:27
3. Stars Die – 4:33
4. Waiting – 3:52
5. Normal – 4:52
6. Drown With Me – 4:09
7. Lazarus – 4:29
8. Trains – 4:04